# ألغرنون سيدني
ألغرنون سيدني (15 يناير 1623 - 7 ديسمبر 1683) هو سياسي إنجليزي وعضو في الجزء الأوسط من البرلمان الطويل. كان منظّرًا سياسيًا جمهوريًا وعقيدًا ومفوّضًا في محاكمة تشارلز الأول ملك إنجلترا، رغم أنه عارض إعدام الملك. اتُهم سيدني في وقت لاحق بالتآمر على تشارلز الثاني، جزئيًا بسبب أشهر أعماله «خطابات بخصوص الحكومة» التي استخدمها المدعي كدليل إدانة في محاكمته، وأُعدم بتهمة الخيانة. حظي سيدني بالتبجيل بعد موته باعتباره «يمينيًا وبطلًا وطنيًا وشهيدًا».
تعدّ أعمال ألغرنون سيدني إلى جانب أعمال جون لوك المعاصرة، حجر الزاوية في الفكر الغربي. لكن عمله «خطابات بخصوص الحكومة» كلّفه حياته. ومع ذلك، فإن الأفكار التي طرحها نجت وتُوّجت في نهاية المطاف بتأسيس الولايات المتحدة. عارض سيدني مباشرةً النظرية السياسية لحق الملوك الإلهي من خلال اقتراح أفكار مثل الحكومة المحدودة والموافقة الطوعية للشعب وحق المواطنين في تغيير أو إلغاء الحكومة الفاسدة. نال عمله «خطابات بخصوص الحكومة» اسم «كتاب الثورة الأمريكية».

## مطلع حياته
كان والد سيدني هو روبرت سيدني، إيرل ليستر الثاني، وهو سليل مباشر لجون دادلي، دوق نورثمبرلاند الأول وحفيد أخ السير فيليب سيدني. كانت والدته دوروثي بيرسي، ابنة هنري بيرسي، إيرل نورثمبرلاند التاسع. ولد سيدني في قلعة بينارد في لندن، ونشأ في مبنى بينزهيرست في كنت. كتبت والدته إلى زوجها في نوفمبر 1636 بأنها سمعت ابنهما «ينال عظيم الثناء على تلك الخصال التي ورثها منك … ذكاء لا يُضاهى والكثير من حلاوة الطبع ولطف المعشر». بعد قضاء بعض الوقت في أيرلندا، إذ عُيّن والده بشكل غير شرعي لوردًا ملازمًا لتلك الدولة المستقلة، عاد سيدني إلى إنجلترا في عام 1643.

## الحرب الأهلية الإنجليزية والجمهورية
على الرغم من أنه أقسم في وقت سابق بأن «الضرورة القصوى فقط هي التي ستجعلني أفكر في حمل السلاح في إنجلترا»، خدم سيدني في جيش الاتحاد الشرقي، وأصبح ضابطًا برتبة مقدَّم في فوج إيرل مانشيستر للخيول (سلاح الفرسان). حارب في معركة مارستون مور في عام 1644، إذ كتب أحد المراقبين: 
«أظهر العقيد سيدني الكثير من البسالة في مقدمة فوج لورد مانشيستر للخيول، وخرج من المعركة بجروح كثيرة، هي أوسمة حقيقية لشرفه».

تم تعيينه لاحقًا عقيدًا في الفوج عندما نُقل إلى الجيش النموذجي الجديد، لكنه تخلّى عن المنصب بسبب اعتلال صحته.
في عام 1645، انتُخب سيدني للبرلمان الطويل كعضو في البرلمان عن كارديف حيث عارض التسوية مع الملك تشارلز الأول. في عام 1648 عارض تطهير المعتدلين الذين شكلوا البرلمان الأبتر. على الرغم من كونه مفوضًا لمحاكمة تشارلز، عارض سيدني قرار إعدام الملك، معتقدًا أن شرعيته وحكمته مشكوك فيهما.
بحلول عام 1649 غيّر سيدني رأيه، وأعلن أن إعدام الملك هو «الإجراء الأكثر إنصافًا وشجاعة... الذي نُفّذ في تاريخ إنجلترا، أو في أي مكان». 
في عام 1653 عندما دخل جيش كرومويل إلى البرلمان لحلّه بعد تقديم مشروع قانون كان من شأنه أن يجعل الانتخابات حرة أكثر، رفض سيدني مغادرة مجلس النواب إلى أن هُدّد بالإلغاء الجسدي. كان سيدني يَعدّ كرومويل طاغية.

عند تقاعده، كان سيدني جريئًا بما يكفي لإثارة غضب اللورد الحامي من خلال الادعاء بتقديم عرض لمسرحية «يوليوس قيصر» ولعب دور بروتوس. كان لفترة من الوقت عشيق لوسي والتر، التي أصبحت في وقت لاحق محظيّة تشارلز الثاني. اعتبر سيدني أن الجمهورية تسعى بنشاط إلى تحقيق المصالح الوطنية لإنجلترا (على النقيض من سجل الستيوارت في الفشل العسكري)، إذ كتب في «خطابات بخصوص الحكومة»:
«... هكذا كانت القوة والحكمة والنزاهة التي تحلّى بها هؤلاء الذين تبوؤا السلطة، وقد تكلّل اجتهادهم في اختيار الرجال على أساس استحقاقهم فقط بنجاح باهر، حيث تعاظمت أساطيلنا خلال عامين لتضاهي شهرة جيوشنا البرية؛ ارتقت سمعة أمتنا وقوتها إلى مستوى أعلى مما كانت عليه عندما كان النصف الأفضل من فرنسا في حوزتنا، وكان ملوك فرنسا واسكتلندا أسرى لدينا. سعت جميع دول أوروبا وملوكها وعظمائها بكل احترام -وليس بخضوع- لطلب صداقتنا؛ وكانت روما أكثر خوفًا من بليك وأسطوله، مقارنةً بملك السويد العظيم، عندما كان مستعدًا لغزو إيطاليا بمئة ألف رجل».

## سفير البلطيق
بعد وفاة كرومويل في عام 1658، ألغى الجيش المحمية في عام 1659 واستأنف البرلمان الأبتر مع تولّي سيدني مقعده في مجلس العموم. خلال الفترة 1659-1660، كان مشاركًا في وفد للمساعدة في تحكيم السلام بين الدنمارك والسويد، لأن اندلاع الحرب سيهدد الإمدادات البحرية لإنجلترا، وكذلك إمدادات هولندا. ترأّس الوفد إدوارد مونتاغيو، مع سيدني والسير روبرت هانيوود. رفض بولسترود وايتلوك -المفوّض الثالث المخطّط له- المشاركة، قائلًا: «إنني على دراية بشموخ العقيد سيدني وموقفه الناقض».
تجاهل سيدني المعايير الدبلوماسية التقليدية («بضع قذائف من مدفعنا كان سيحقق هذا السلام») لفرض سلام مواتٍ لإنجلترا. نظرًا لعدم تمكن الملك السويدي كارل العاشر من استقبالهم على الفور، تفاوض الوفد مع الهولنديين حول تشكيل أسطول مشترك لفرض شروط السلام. اشتكى تشارلز العاشر من أن الإنجليز «يرغبون في قيادة الجميع، كما لو كانوا أسيادًا». سلّم سيدني شخصيًا تشارلز اقتراح المعاهدة (الذي قبلته الدنمارك مسبقًا)، مهددًا بالإجراء العسكري. كتب سيدني أن تشارلز «بسخط شديد... أخبرنا، أننا دبّرنا مخطّطات لأساطيلنا، وهو، واضعًا يده على سيفه، لديه مخطط من جانبه». سيدني لم يتراجع وكتب أحد المراقبين: «شعر الجميع بالدهشة حيال وقوف سيدني في وجهه». ولكن مونتاغيو خطّط للعودة إلى إنجلترا مع الأسطول، ما دفع سيدني إلى إعطاء «رأيه، [بأنه] لإرسال الأسطول بالكامل بعيدًا، اعتقد أنه يستحق أن يفقد رأسه». 
على الرغم من تقلّص نفوذ إنجلترا، وقّعت الدنمارك والسويد وفرنسا وإنجلترا وهولندا معاهدة في 27 مايو 1660. خلال هذه الفترة، وقَّع سيدني على سجل الزوّار في جامعة كوبنهاغن بالعبارة: «PHILIPPUS SIDNEY MANUS HAEC INIMICA TYRANNIS ENSE PETIT PLACIDAM CUM LIBERTATE QUIETEM» («هذه اليد، معادية للطغاة، وتسعى بالسيف لسلام هادئ في ظل الحرية»). أُدخلت هذه العبارة على الختم العظيم لولاية ماساتشوستس عام 1780 بموجب قانون تشريعي خلال حرب الاستقلال الأمريكية.

## المنفى
كان سيدني خارج البلاد عندما جرى استعادة النظام الملكي في عام 1660. كتب تعبيرًا عن أول رد فعل له على استعادة ملكية الستيوارت:
«بما أن البرلمان اعترف بالملك، أعرف. . . أنني مدين له بأداء الواجبات والخدمات التي تخصّ أمرًا ما، وسأؤديها. إذا نُفّذت الأمور بطريقة قانونية ومعتدلة، فأنا أفضّل أن أكون على رأس عملي، بدلاً من أن أكون من دون وظيفة».
لأنه دافع عن إعدام تشارلز الأول في عام 1659، اعتقد سيدني أنه من الحكمة أن يبقى في المنفى في روما. في حين أنه كان مستعدًا للخضوع، فهو -كما كتب- لم يقبل «الاعتراف بأخطائنا، بكوننا ضد هذا الملك، أو والده … حريٌّ بي أن أكون قانعًا بنصيبي، عندما أرى أنه ما من مفرّ لتفاديه، فهذا ليس أسوأ من الهلاك». أنقذه شخص غريب من محاولة اغتيال. في عام 1663 أثناء رحلة إلى الأكاديمية الكالفنية في جامعة جنيف، كتب سيدني في سجل الزوّار: "SIT SANGUINIS ULTOR JUSTORUM" («فليكن هناك انتقام لدماء العادلين»). في آوغسبورغ في أبريل 1665، كان هدفًا لمحاولة اغتيال أخرى.
في منتصف عام 1666، كان سيدني في باريس حيث تفاوض مع الملك لويس الرابع عشر. كتب لويس لاحقًا أن سيدني «وعدني بإشعال ثورة كبيرة... لكن العرض الذي قدّمه إليّ هو أن أقرضه 100 ألف ecus ... كان أكثر مما رغبت في تقديمه على كلام أحد الهاربين [لذا] عرضت عليه [في البداية] 20 ألف فقط». بقي في فرنسا حتى عام 1677، ثم عاد إلى إنجلترا.

## روابط خارجية
- ألغرنون سيدني على موقع الموسوعة البريطانية (الإنجليزية)
- ألغرنون سيدني على موقع إن إن دي بي (الإنجليزية)